# Rodolphe Burger
Pour les articles homonymes, voir Burger.
 (mars 2021).
Rodolphe Burger, né le 26 novembre 1957 à Colmar, est un compositeur, guitariste et chanteur français. Fondateur du groupe Kat Onoma (1981 sous le nom Dernière Bande, puis 1986-2004 sous le nom Kat Onoma), il poursuit une carrière solo à travers son label Dernière Bande et la Compagnie Rodolphe Burger, et multiplie les collaborations avec d’autres artistes. Il est le fondateur du festival « C'est dans la vallée ».

## Biographie

### Enfance et formation
Rodolphe Burger passe son enfance en Alsace, dans la vallée de Sainte-Marie-aux-Mines, où ses parents, protestants réformés, possèdent une scierie. Après un passage en classes préparatoires littéraires, il est reçu au concours de recrutement en philosophie. Titulaire d'un DEA en 1980, il devient professeur de philosophie. Au milieu des années 1990, il est chargé de cours de communication à l'ESI-SUPINFO, une école d'informatique à Paris, et anime parallèlement un séminaire consacré à la question du lyrisme au Collège international de philosophie.

### Carrière musicale

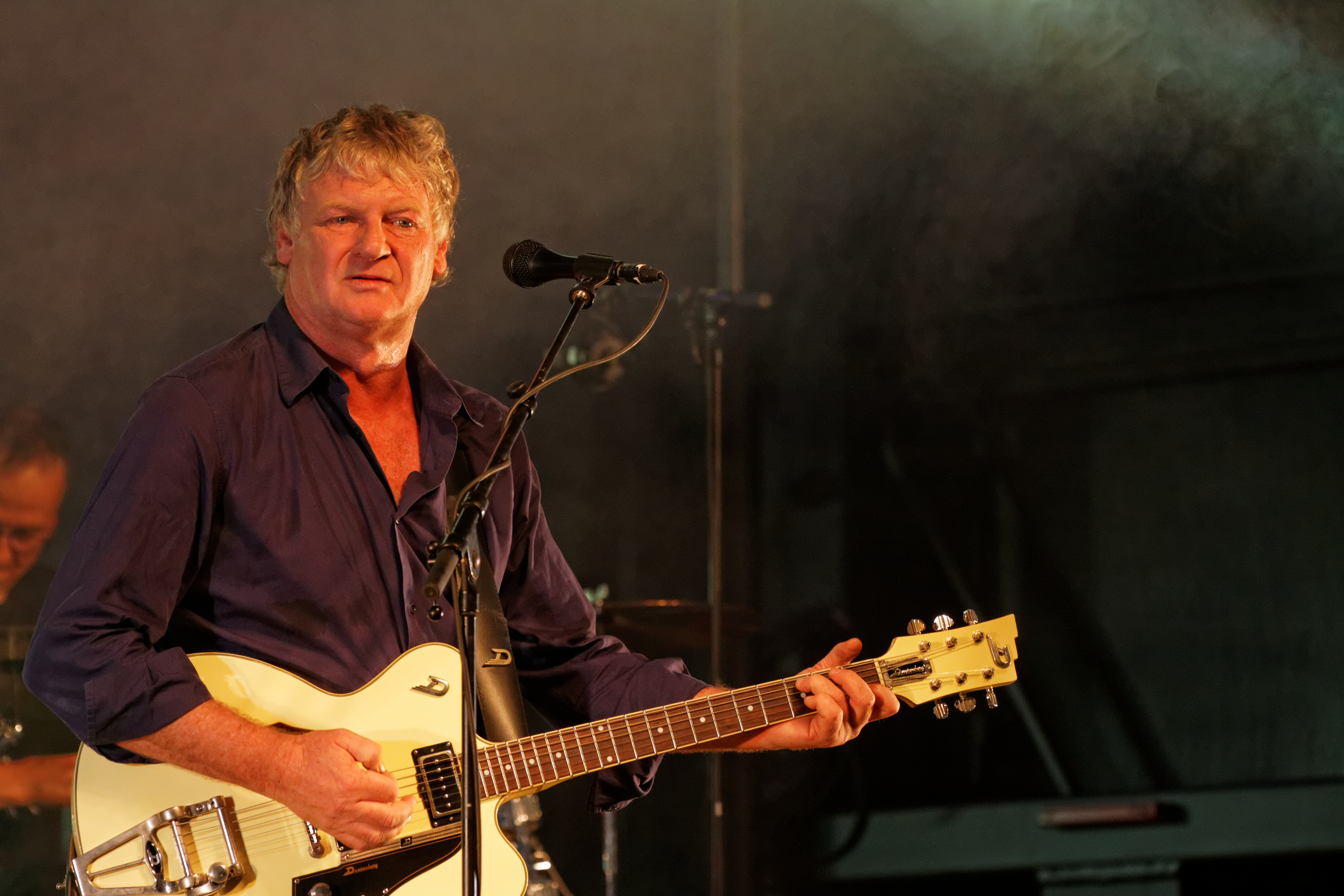
Rodolphe Burger en concert à la Fête de l'Humanité en 2012.

Rodolphe Burger fonde à Strasbourg au début des années 1980 le groupe Dernière Bande, qui prend de 1986 à 2004 le nom de Kat Onoma. Il en est le principal compositeur, le chanteur et le guitariste. Il cultive un jeu caractéristique, ample et aérien[réf. nécessaire], qui recourt beaucoup aux effets de réverbération.
Parallèlement à Kat Onoma, il poursuit une carrière solo davantage marquée par l'électronique et sort plusieurs disques (dont Meteor Show, qui reçoit en 1998 le prix Charles-Cros), participe à des ciné-concerts avec l'écrivain Pierre Alferi et met sur pied diverses collaborations : 48 Cameras, Eugène Savitzkaya, James Blood Ulmer, Erik Truffaz[réf. souhaitée].
En 2000, il crée le festival « C’est dans la vallée ». Les concerts ont lieu à Sainte-Marie-aux-Mines, sa ville de résidence. Il y invite[réf. souhaitée] des artistes et de nouveaux talents de divers genres musicaux, de la musique électronique (EZ3kiel) au  rock en passant par le blues et le jazz. Il y joue également lui-même.
À partir de 2001, il propose chaque année une création[réf. souhaitée] au Festival des Vieilles Charrues, multipliant les collaborations (Alain Bashung, Jacques Higelin, Érik Marchand ou Serge Teyssot-Gay).

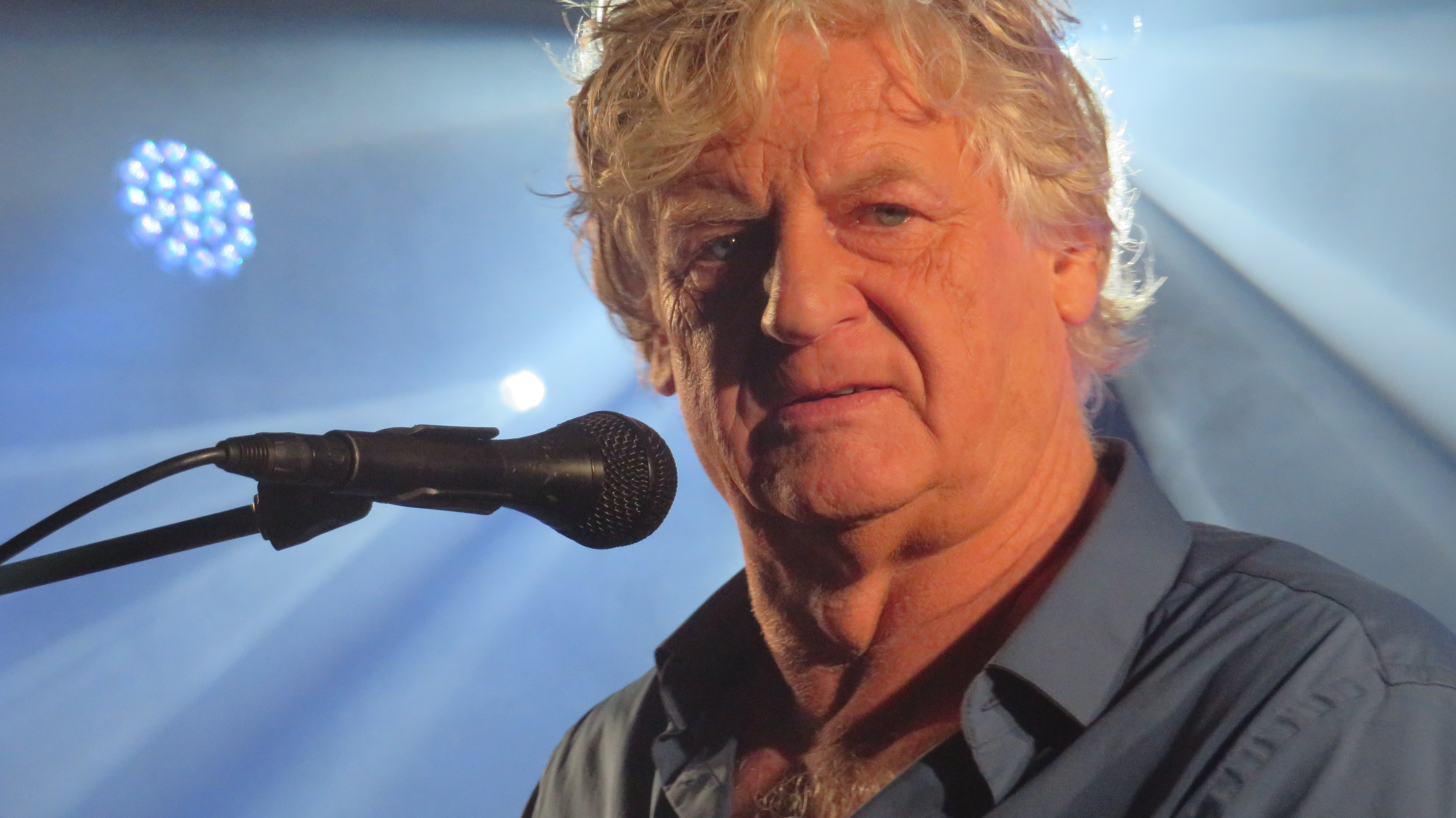
Rodolphe Burger en concert à Beauvais le 16 décembre 2021.

En 2002, il crée sa propre société de production et d’édition en reprenant le nom « Dernière Bande ». Il multiplie alors les projets liés au son et à l'image, s'écartant parfois notablement du rock et exploitant les possibilités expérimentales que Kat Onoma contenait déjà en germe[réf. nécessaire].
De 2006 à 2007, Rodolphe Burger est compositeur en résidence au conservatoire à rayonnement régional de Strasbourg et du Festival Musica.
Rodolphe Burger apparaît dans Ne change rien, un film réalisé par Pedro Costa sorti en 2010 lors de l'enregistrement du disque Slalom Dame de Jeanne Balibar, dont Burger est l'arrangeur. Sa rencontre avec des musiciens ouzbeks à Tachkent lui inspire le Projet ouzbek, un spectacle essentiellement instrumental donné le 23 janvier 2010 à Saint-Ouen, à la suite de l'avant-première de Ne change rien. Rodolphe Burger et Yves Dormoy accueillent les musiciens Mamur Zilolov (târ), Jamal Avezov (gheychak) et Shuhra Khlkhodjaev (tambûr).

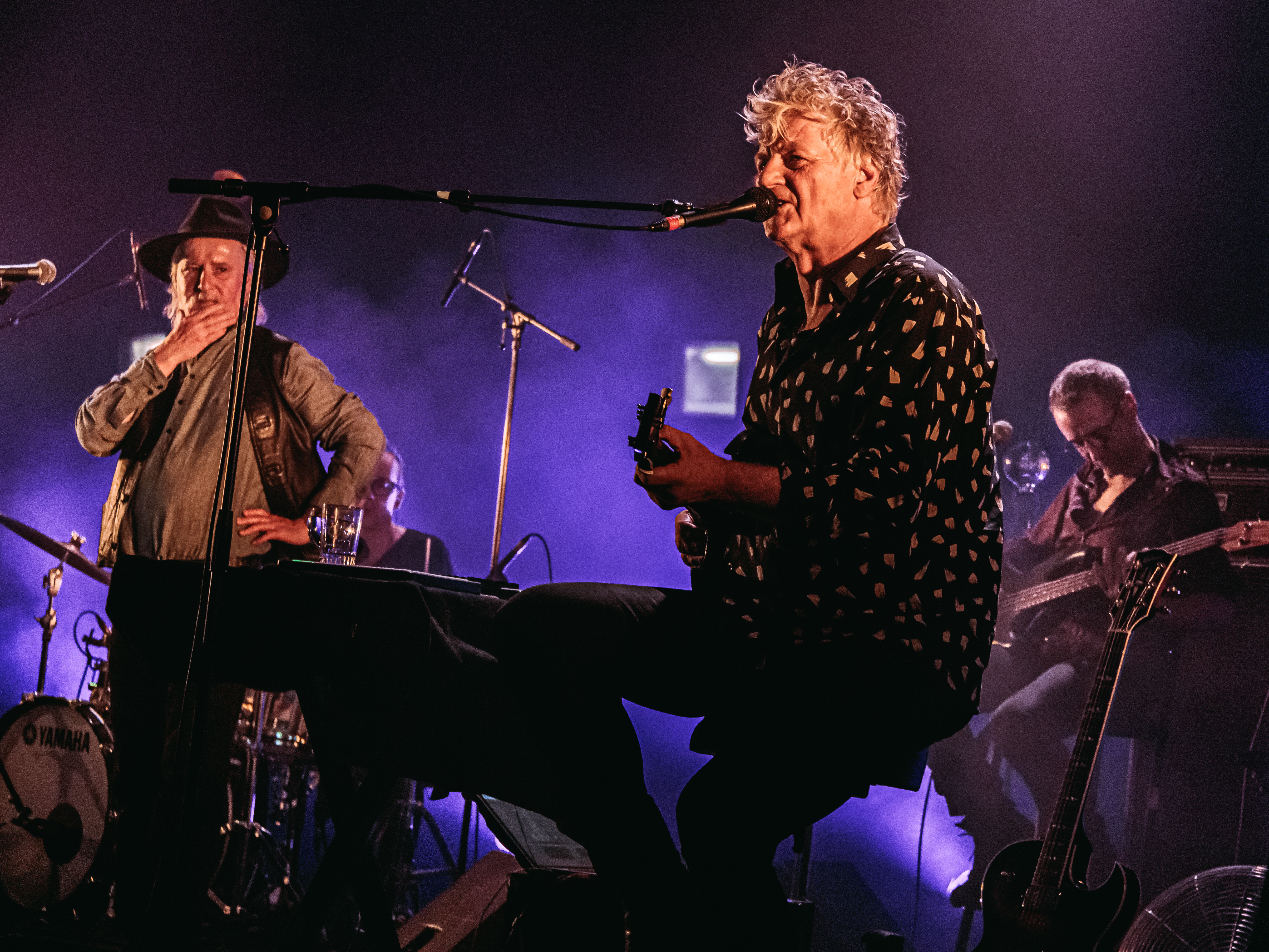
Création Before Bach avec Erik Marchand

En mars 2010, il crée le spectacle musical « Le Cantique des cantiques & hommage à Mahmoud Darwich », qui rend hommage d'une part à Alain Bashung, avec lequel il avait initialement créé cette mise en musique du poème biblique Cantique des Cantiques en 2003, et d'autre part au poète palestinien Mahmoud Darwich.

## Discographie

### AvecKat Onoma
- 1988 : Cupid
- 1990 : Stock Phrases
- 1992 : Billy the Kid
- 1992 : The Radio Remixes
- 1993 : Post Scriptum to Billy the Kid
- 1995 : Far from the Pictures
- 1997 : Happy birthday public
- 2001 : Kat Onoma
- 2002 : Live à la Chapelle
- 2004 : All The Best from Kat Onoma

### Collaborations
- 2000 : avec Olivier Cadiot : On n'est pas des indiens c'est dommage
- 2002 : avec Olivier Cadiot : Hôtel Robinson
- 2003 : avec James Blood Ulmer : Guitar Music
- 2003 : avec Chloé Mons et Alain Bashung : Cantique des cantiques
- 2004 : avec Pierre Alferi : Lon
- 2005 : avec Erik Marchand : Before Bach
- 2005 : avec Yves Dormoy : Planetarium
- 2006 : avec Chloé Mons et Alain Bashung : La Ballade de Calamity Jane
- 2006 : avec Meteor Band : Hommage à Serge Gainsbourg (chansons interprétées avec Jane Birkin, Jacques Higelin, Fred Poulet, Mick Harvey et Daniel Darc)
- 2013 : avec Olivier Cadiot : Psychopharmaka
- 2015 : avec Philippe Poirier : Play Kat Onoma
- 2018 : avec Arnaud Rebotini : FX of love + My rifle, my pony and me (EP vinyle session UNIK)
- 2019 : avec François Curlet et Bruno Robbe : Thinking of Fernande
- 2020 : avec Christophe : La Chambre de Kat Onoma
- 2020 : avec Tricky : remix de FX of love
- 2021 : avec Erik Marchand : Glück auf !
- 2022 : avec Hugues Reip et Vinciane Despret : livre Wonderama (chanson Tranquil Light sous forme de QRcode)
- 2023 : avec Sofiane Saidi et Mehdi Haddab : Mademoiselle

### Participations
- 1996 : Françoise Hardy : Le Danger
- 1997-2000 : Françoise Hardy : Clair-obscur
- 1998 : Alain Bashung : Fantaisie militaire
- 1999 : Collectif GISTI : Liberté de circulation
- 2001 : Xavier Bussy : POEsession
- 2003 : Jeanne Balibar : Paramour
- 2006 : Jeanne Balibar : Slalom Dame
- 2006 : Françoise Hardy : Parenthèses... (reprise de Brigitte Fontaine)
- 2006 : Jacques Higelin : Amor Doloroso,
- 2009 : Ben Sidran : Dylan different
- 2010 : Jacques Higelin : Coup de foudre

### Dans le cadre du collectif48 Cameras
- 1997 : From Dawn to Dust & Backwards
- 1999 : Three Weeks with my Dog
- 2002 : I Swear I Saw Garlic Growing under my Father's Steps

### Au cinéma
- 2006 : Noise d'Olivier Assayas.
- 2006 : Bled Number One de Rabah Ameur-Zaïmeche.
- 2010 : Joue son propre rôle dans Ne change rien de Pedro Costa, aux côtés de Jeanne Balibar.
- 2010 : And I Ride and I Ride, long métrage documentaire de Franck Vialle et Emmanuel Abela, Production Atopic.

- 2012 : Au prochain printemps de Luc Leclerc du Sablon.
- 2015 :  Histoire de Judas de Rabah Ameur-Zaïmeche

- 2018 : Good de Patrick Mario Bernard
- 2020 : Douze mille de Nadège Trebal
- 2023 : L'Autre Laurens de Claude Schmitz